# Maracaípe (álbum)
Maracaípe é o primeiro álbum da dupla de violonistas chinesa Beijin Guitar Duo. O álbum foi lançado em 2009.
| “ | "Nosso primeiro CD, Maracaípe, é cheio de musicalidade brasileira. Quando as pessoas perguntam por que gosto de música brasileira (tudo que podemos dizer) é que talvez nós tenhamos sido brasileiras em nossa vida anterior. É uma coisa muito natural, apenas tocamos o que sentimos por dentro." | ” |

## Faixas
| Suite Retratos, for 2 guitars |                                     |                  |         |  |
| N.º                           | Título                              | Compositor(es)   | Duração |  |
| 1.                            | "Pixinguinha (Choro)"               | Radamés Gnattali | 5:33    |  |
| 2.                            | "Ernesto Nazareth (Valse)"          | Radamés Gnattali | 4:46    |  |
| 3.                            | "Anacleto de Madeiros (Schottisch)" | Radamés Gnattali | 3:47    |  |
| 4.                            | "Chinquinha Gonzaga (Chorta Jaca)"  | Radamés Gnattali | 4:56    |  |

| Aquarelle |                                          |                |         |  |
| N.º       | Título                                   | Compositor(es) | Duração |  |
| 5.        | "Divertimento"                           | Sergio Assad   | 6:55    |  |
| 6.        | "Valseana"                               | Sergio Assad   | 2:54    |  |
| 7.        | "Preludio e Toccatina"                   | Sergio Assad   | 3:00    |  |
| 8.        | "Remembrance (tema filme Natsu no Niwa)" | Sergio Assad   | 4:01    |  |

| Sonata |                    |                |         |  |
| N.º    | Título             | Compositor(es) | Duração |  |
| 9.     | "Allegro Moderato" | Sergio Assad   | 6:38    |  |
| 10.    | "Andante"          | Sergio Assad   | 7:09    |  |
| 11.    | "Presto"           | Sergio Assad   | 2:59    |  |
| 12.    | "Jobiniana No. 1"  | Sergio Assad   | 5:55    |  |

| Maracaípe      |                 |                |         |  |
| N.º            | Título          | Compositor(es) | Duração |  |
| 13.            | "Wistful Rider" | Sergio Assad   | 5:13    |  |
| 14.            | "Crab Walk"     | Sergio Assad   | 4:37    |  |
| Duração total: | Duração total:  | Duração total: | 68:23   |  |

## Prêmios e Indicações
| Ano  | Prêmio                | Trabalho  | Indicação                               | Resultado | Ref.  |
| ---- | --------------------- | --------- | --------------------------------------- | --------- | ----- |
| 2010 | Grammy Latino de 2010 | Maracaípe | Best Contemporary Classical Composition | Indicado  | [ 3 ] |